# Галешњак
Галешњак (познат и као Острво љубави, Острво заљубљених) налази се у Пашманском каналу на Јадрану, између острва Пашман и града Турањ у континенталној Хрватској. То је један од ретких природних објеката у облику срца на свету.
Острво има површину од 0,132 км2, са обалним појасом од 1,55 км дужине. Острво има два врха, од којих је највиши на 36 м надморске висине.
Галешњак је у приватном власништву породице Јурешко која живи у месту Мрљане на острву Пашман, а садржи само дивље биље и дрвеће као и колонију малих зечева и дивљих голубова. Људска активност забележена на овом острву су три познате илирске хумке и остаци темеља античке грађевине.
Галешњак и оближњи Ричул и њихово подморје богати су разноврсним археолошким сведочанствима о људском насељавању на тим оточићима из различитих праисторијских раздобља. Досадашње спознаје су да је прво насељавање било пре најмање 7.000 година, па су након дуже временске паузе људи поновно изградили насеље пре 3.500 година, када су узгајали и маслине. У подморју су нађене коштице маслина између Тукљаче и Ричула старе 3.500 година, што их чини најстаријим на овом делу Јадрана. Налаз тих коштица променило је дотадашња сазнања. До тог биоархеолошког налаза веровало се је да је узгој маслина на хрватску обалу дошао посредством старих Грка, но овим открићем је откривено да су се овдашњи људи бавили маслинарством знатно пре. На подручју северне Далмације Галешњак је четврто налазиште из старијег неолитика, уз Црно врило, Смилчић и један локалитет код Нина.
Необичан облик острва први је забележио почетком 19. века Наполеонов картограф Шарл-Франсоа Бопре Ботан, који га је уврстио у свој атлас далматинске обале из 1806. (који се данас чува у Националној и универзитетској библиотеци у Загребу).
Острво је истакнуто на Google Earth-у у фебруару 2009, и привукло је пажњу широм света.
Недавне активности на острву створиле су два велика ожиљка на срцу, један који се протеже преко острва од пристаништа на северу до југа, а други на западу где су засађене маслине и смокве.
Острво пружа услове за веридбе и мале свадбене забаве. Дневни приватни и организовани обилазак полази из Ткона.